# Onthophagus curvicornis
Onthophagus curvicornis là một loài bọ cánh cứng trong họ Bọ hung (Scarabaeidae).